# Badanj (Szerbia)
Badanj (szerbül: Бадањ), település Szerbiában, a Raškai körzethez tartozó Raška községben.

## Népesség
- 1948-ban 298 lakosa volt.
- 1953-ban 358 lakosa volt.
- 1961-ben 395 lakosa volt.
- 1971-ben 332 lakosa volt.
- 1981-ben 267 lakosa volt.
- 1991-ben 169 lakosa volt.
- 2002-ben 91 lakosa volt, akik közül 90 szerb (98,9%), és 1 ismeretlen.